# Norbert Wiener
Norbert Wiener (Columbia, Missouri, 26. studenog 1894. – Stockholm, Švedska, 18. ožujka 1964.), američki filozof i matematičar. 
Norbert je bio poznat i uspješan u poljima čiste i primijenjene matematike. Osnivač je kibernetike. Zahvaljujući ocu Leu Wieneru, profesoru slavenskih jezika na Harvardu, koji ga je ranije upisao u školu, Norbert već u 18. godini dobiva titulu doktora znanosti iz filozofijske logike pod mentorstvom Joshiah Roycea. Studira matematiku, filozofiju, logiku te zoologiju.
Početkom 40.-ih godina 20. stoljeća Wiener dolazi na ideju kibernetike potaknut razvojem zračne obrane. Poima kibernetiku kao sustavno povezivanje prijenosa podataka, elektronskih uređaja i živih bića. Dvije glavne ideje koje zastupa u kibernetici: korištenje informacija kako bi se dijelovi povezali u cjelinu, te dobivanje povratne informacije.